# Lutz Köhler (Dirigent)
Lutz Köhler (* 1945) ist ein deutscher Dirigent und Hochschullehrer.

## Leben und Wirken
Lutz Köhler studierte Fagott, Klavier, Komposition und Dirigieren an der Hochschule für Musik, Theater und Medien Hannover. 1974 wurde er dort als Professor berufen. Ab 1999 war er Professor für Dirigieren und Leiter des Symphonieorchesters an der Universität der Künste Berlin. Ab 2009 war er außerdem Professor für Dirigieren an der Escuela Superior de Música de Cataluña in Barcelona. 2012 wurde er pensioniert, sein Nachfolger an der Universität der Künste Berlin wurde Steven Sloane. 2014 hatte er eine Vertretungsprofessur an der Hochschule für Musik Freiburg.
Lutz Köhler dirigierte unter anderem das Deutsche Symphonie-Orchester Berlin, die Radio-Sinfonieorchester Frankfurt am Main und Saarbrücken, die Hamburger Symphoniker und Orchester in mehreren Ländern Europas und Asiens, in Südamerika, in den Vereinigten Staaten, in Australien und in Neuseeland. Er gastierte beim Rheingau Musik Festival, bei den Dresdner Musikfestspielen, den Berliner Festwochen, beim Menuhin-Festival in Gstaad und mit dem Symphonieorchester der Universität der Künste Berlin im Wiener Konzerthaus. 2010 gastierte er auf Einladung von Claudio Abbado beim Lucerne Festival, dort dirigierte er auch 2011 und 2012. In Glasgow war er Erster Gastdirigent des Orchesters der Royal Scottish Academy of Music and Drama. Zu seinem Repertoire gehören unter anderem Werke von Georg Friedrich Händel, Robert Schumann, Johannes Brahms, Felix Mendelssohn Bartholdy, Anton Bruckner, Modest Mussorgski, Ludwig van Beethoven und Benjamin Britten. Mit hr-brass, dem Blechbläserensemble des Hessischen Rundfunks, spielte er mehrere CDs ein, unter anderem mit Teilen aus Karneval der Tiere von Camille Saint-Saëns.
Lutz Köhler engagiert sich auch in der Arbeit mit Nachwuchs- und Jugendorchestern. Er war über fünfundzwanzig Jahre Direktor des European Community Youth Orchestra, für das er weiterhin als musikalischer Berater tätig ist, und arbeitete mehrere Jahre mit dem Wiener Jeunesse Orchester und mit dem spanischen Jugendorchester Joven Orquesta Nacional de España zusammen. Er ist Beirat und Juryvorsitzender des Internationalen Musikwettbewerbs der ARD.
Lutz Köhler ist Ehrenmitglied im Deutschen Musikrat und Professor h. c. der Lettischen Musikakademie Riga. 